# Relaciones Argelia-Estados Unidos
Las relaciones Argelia-Estados Unidos son las relaciones diplomáticas entre Estados Unidos y Argelia. En julio de 2001, el presidente Abdelaziz Bouteflika se convirtió en el primer  Presidente de Argelia en visitar la Casa Blanca desde 1985. Esta visita, seguida de una segunda reunión en noviembre de 2001, y la participación del presidente Bouteflika en la reunión de junio de 2004  Isla del Mar del G8, es un indicador de la creciente relación entre Estados Unidos y Argelia.  Desde los ataques del 11 de septiembre de 2001 en los Estados Unidos, se han intensificado los contactos en áreas clave de interés mutuo, incluida la aplicación de la ley y la cooperación contra el terrorismo. Argelia condenó públicamente los ataques terroristas en los Estados Unidos y ha apoyado firmemente la guerra internacional Guerra contra el terrorismo. Los Estados Unidos y Argelia consultan de cerca sobre cuestiones internacionales y regionales clave. El ritmo y el alcance de las visitas de alto nivel se ha acelerado.

## Historia

### Período precolonial
Argelia y Estados Unidos tienen una larga historia de vínculos positivos. El asentamiento permanente más antiguo establecido por los europeos en los Estados Unidos (en Florida, fundado en 1563), lleva el nombre de una figura histórica argelina: San Agustín. Santa Mónica lleva el nombre de la madre de San Agustín. La ciudad  Elkader en Iowa que lleva su nombre es la única ciudad en Estados Unidos que lleva el nombre de un árabe.
Las potencias marítimas europeas pagaron el tributo exigido por los gobernantes de los estados corsarios del norte de África (Argel, Túnez, Trípoli) para evitar ataques a sus envíos por  corsarios. Ya no cubiertos por los pagos de tributos británicos después de la Revolución americana, los buques mercantes de Estados Unidos fueron incautados y los marineros fueron esclavizados en los años posteriores a la independencia. En 1794, el Congreso de los Estados Unidos asignó fondos para la construcción de buques de guerra para contrarrestar la amenaza de los corsarios en el Mediterráneo. A pesar de los preparativos navales, los Estados Unidos concluyeron un tratado con el dey de Argel en 1797, garantizando el pago de un tributo de US $ 10 millones durante un período de doce años a cambio de la promesa de que los corsarios argelinos no molestarían el envío a Estados Unidos. Los pagos en rescate y homenaje a los estados corsarios representaron el 20 por ciento de los ingresos anuales del gobierno de los Estados Unidos en 1800.
El 5 de septiembre de 1795, cuando los dos países firmaron el Tratado de Amistad y Paz, pocos años después del reconocimiento oficial de la independencia de la joven República Americana por el Estado de Argelia (1783), Argelia fue uno de los primeros países que reconoció La independencia de los Estados Unidos.

### Período colonial
Las guerras napoleónicas de principios del siglo XIX desviaron la atención de las potencias marítimas de suprimir lo que de forma despectiva llamaban piratería. Pero cuando se restauró la paz en Europa en 1815,  Argel se encontró en guerra con España, los Países Bajos, Prusia, Dinamarca, Rusia y Nápoles. En marzo de ese año, en lo que se convirtió en la Segunda Guerra de Berbería, el Congreso de los Estados Unidos autorizó la acción naval contra los Estados de Berbería, los estados musulmanes independientes de Marruecos, Argel, Túnez y Trípoli. El comodoro Stephen Decatur fue enviado con un escuadrón de diez buques de guerra para garantizar la seguridad de la navegación de Estados Unidos en el Mediterráneo y para forzar el fin del pago de tributos. Después de capturar a varios corsarios y sus tripulaciones, Decatur entró en el puerto de Argel, amenazó a la ciudad con sus armas y concluyó un tratado favorable en el que el dey acordó descontinuar las demandas de tributo, pagar reparaciones por daños a propiedades de los Estados Unidos y liberar a United Estados prisioneros sin rescate, y prohíbe una mayor injerencia en el comercio de Estados Unidos por parte de corsarios argelinos. Tan pronto como Decatur partió hacia Túnez para hacer cumplir un acuerdo similar, el gobierno repudió el tratado. El año siguiente, una flota angloholandesa, comandada por el almirante británico Viscount Exmouth, realizó un bombardeo de nueve horas en Argel. El ataque inmovilizó a muchos de los corsarios de Dey y obtuvo de él un segundo tratado que reafirmó las condiciones impuestas por Decatur. Además, el dey acordó poner fin a la práctica de esclavizar a los cristianos. En 1860 en Damasco, el líder de la resistencia argelina El Emir  Abdelkader salvó de los pogromos la vida de diez mil cristianos, incluido el personal del consulado estadounidense. El presidente Lincoln reconoció a El Emir Abdelkader como un gran humanitario por este logro.
La administración Eisenhower entregó equipo militar a Francia durante la guerra de Independencia de Argelia. Sin embargo, Francia no confiaba en las intenciones de los Estados Unidos en el área del Magreb, especialmente porque los Estados Unidos tenían relaciones amistosas con Marruecos y Túnez después de que los dos países obtuvieran su independencia. Estados Unidos intentó equilibrar la situación con Argelia sin alienar a Francia. El FLN intentó apelar a América para que apoyara su independencia.

## Present day

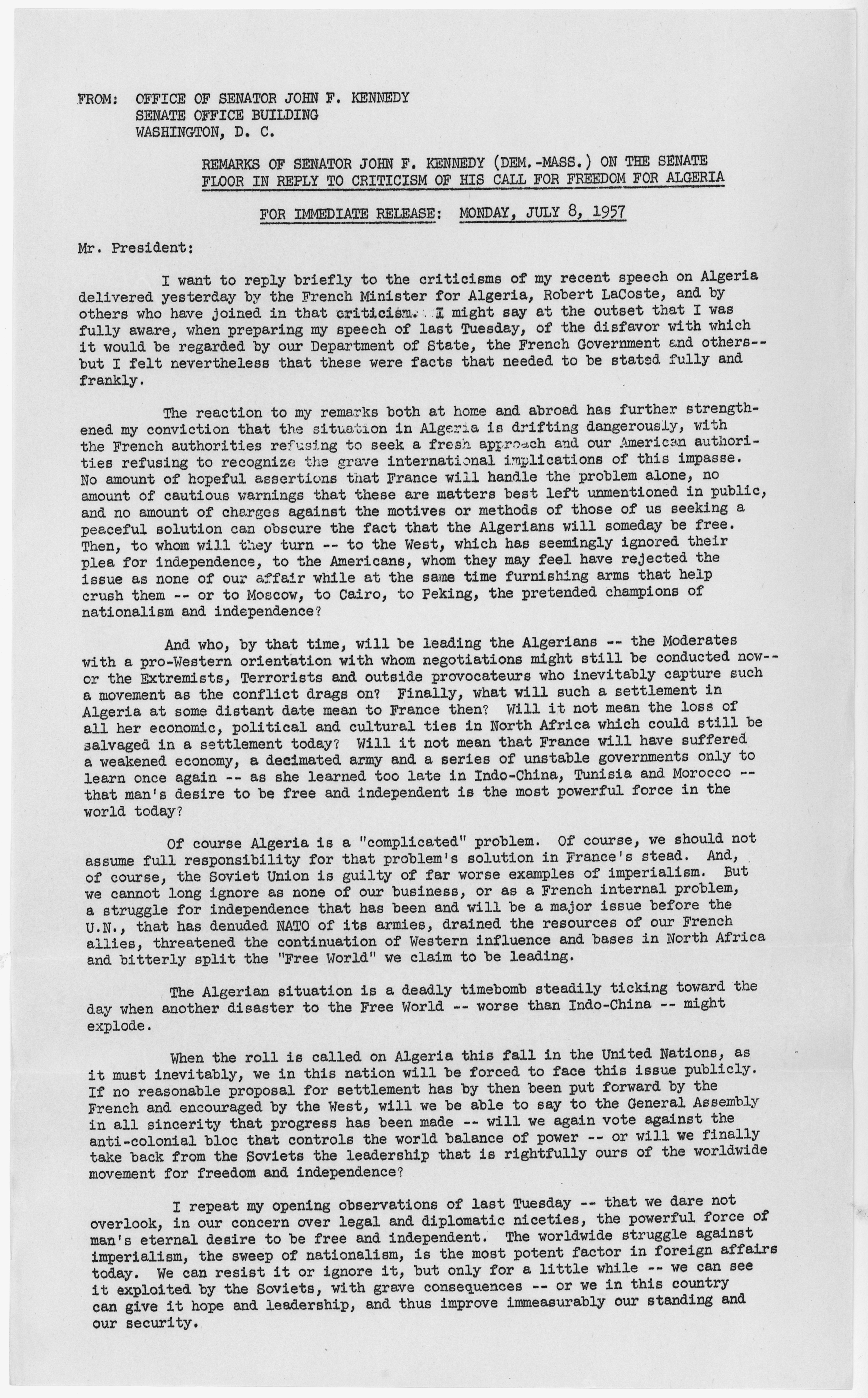
Comentarios del senador John F. Kennedy en el Senado en respuesta a las críticas sobre su llamado a la libertad para Argelia

### Post-independencia
Argelia y los Estados Unidos tienen una relación complicada que ha mejorado política y económicamente. Cuando John F. Kennedy aún era senador, habló en apoyo de la independencia de Argelia en “The New York Times” el 2 de julio de 1957. Durante su presidencia, Kennedy felicitó a Argelia después de haber ganado su independencia de los franceses en 1962. El primer ministro Ben Bella visitó al presidente Kennedy el 15 de octubre de 1962, un día antes de que comenzara la crisis de los misiles en Cuba. Sin embargo, Argelia cortó la diplomacia en 1967 debido a la guerra árabe-israelí, ya que apoyó a los países árabes mientras que Estados Unidos estaba en el lado israelí. El presidente Nixon pudo restablecer las relaciones y el presidente Boumédiène visitó los Estados Unidos el 11 de abril de 1974.
Durante la crisis de los rehenes iraníes, Argelia medió la negociación entre Estados Unidos e Irán. Las Declaraciones de Argel se firmaron el 19 de enero de 1981. Irán liberó a 52 rehenes estadounidenses el 20 de enero de 1981.

### 11S
Después del ataque terrorista contra el World Trade Center el 11 de septiembre de 2001, Argelia fue uno de los primeros países en ofrecer su apoyo a los Estados Unidos y siguió desempeñando un papel clave en la lucha contra el terrorismo. Ha estado trabajando desde entonces estrechamente con los Estados Unidos para eliminar el terrorismo transnacional. Estados Unidos convirtió a Argelia en un "estado fundamental" en la guerra contra el terrorismo. Uno de los principales acuerdos entre los dos países permitió a los EE. UU. utilizar un aeródromo en el sur de Argelia para desplegar aviones de vigilancia. Después de esto, los Estados Unidos han sido más neutrales con respecto a las violaciones de los derechos políticos y civiles del gobierno argelino. Argelia persiste en liderar la batalla contra el terrorismo en África.

### mediados de los años 2000-presente
En agosto de 2005, el entonces presidente del Comité de Relaciones Exteriores del Senado de los Estados Unidos, el senador Richard G. Lugar, encabezó una delegación para supervisar la liberación de los 404 marroquíes prisioneros de guerra restantes en poder del Frente Polisario en Argelia. Su liberación eliminó un obstáculo bilateral de larga data entre Argelia y Marruecos.
En abril de 2006, el entonces Ministro de Relaciones Exteriores Mohammed Bedjaoui se reunió con la Secretaria de Estado de los Estados Unidos Condoleezza Rice.
La presencia oficial de los Estados Unidos en Argelia se está expandiendo después de más de una década de personal limitado, lo que refleja la mejora general en el entorno de seguridad. Durante los últimos tres años, la Embajada de los Estados Unidos se ha movido hacia operaciones más normales y ahora brinda la mayoría de los servicios de embajada a las comunidades estadounidense y argelina.
El presidente Bouteflika dio la bienvenida a la elección del presidente Barack Obama y dijo que le complacería trabajar con él para promover la cooperación entre los dos países. La intensidad de la cooperación entre Argelia y los Estados Unidos se ilustra por el número y la frecuencia de las visitas de alto nivel realizadas por funcionarios civiles y militares de ambos países. Las relaciones entre Argelia y Estados Unidos han entrado en una nueva fase dinámica. Si bien se caracteriza por una estrecha colaboración en asuntos regionales e internacionales de interés mutuo, los vínculos entre ambos países también se definen por la importancia y el nivel de su cooperación en el área económica. El número de corporaciones estadounidenses que ya están activas o explorando empresas comerciales en Argelia ha aumentado significativamente en los últimos años, lo que refleja una creciente confianza en el mercado y las instituciones argelinas. Oficiales superiores del ejército argelino, incluidos su Jefe de Estado Mayor y el Secretario General del Ministerio de Defensa (Argelia), han realizado visitas oficiales en los Estados Unidos. Argelia ha recibido visitas a US Navy y Coast Guard y ha participado con los Estados Unidos en ejercicios navales conjuntos de la OTAN. El creciente nivel de cooperación e intercambio entre Argelia y los Estados Unidos ha generado acuerdos bilaterales en numerosas áreas, incluido el Acuerdo de Cooperación en Ciencia y Tecnología, firmado en enero de 2006. Recientemente se firmó un acuerdo entre el Gobierno de Argelia y el Gobierno de los Estados Unidos, que entró en vigor el 1 de noviembre de 2009, en virtud de la cual la validez máxima para varias categorías de visas otorgadas a ciudadanos argelinos que llegan a los Estados Unidos se extendió a 24 meses. Próximamente se firmará un tratado de asistencia legal mutua y un Acuerdo de Cooperación Aduanera.
El 20 de enero de 2013, el Departamento de Estado de los Estados Unidos emitió un aviso de viaje a ciudadanos de los Estados Unidos para el país de Argelia en respuesta a la En Aménas crisis de rehenes.
Argelia ha declarado que está dedicada a mantener sus buenas relaciones con los Estados Unidos en julio de 2016.

## Visitas de los líderes argelinos a los Estados Unidos.

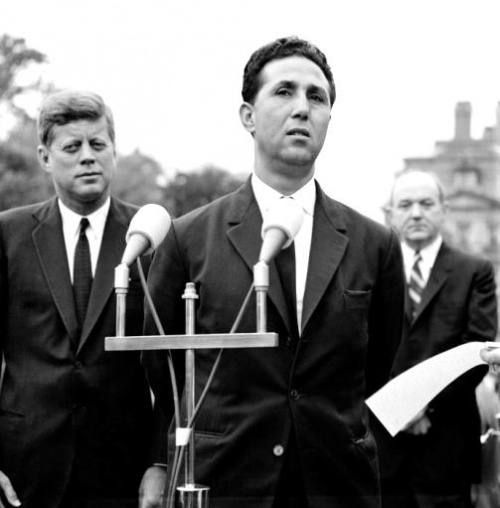
Visita de Ben Bella a la Casa Blanca el 11 de abril de 1962

Los líderes argelinos han visitado los Estados Unidos un total de siete veces. La primera visita tuvo lugar el 14 y 15 de octubre de 1962, cuando el Primer Ministro Ben Bella se detuvo en Washington D. C. El presidente Boumediene visitó en privado Washington y se reunió con Nixon el 11 de abril de 1974. El presidente Chedli Bendjedid vino para una visita de estado del 16 al 22 de abril de 1985.  El presidente Abdelaziz visitó del 11 al 14 de julio de 2001, del 5 de noviembre de 2001 y del 9 al 10 de junio de 2004. El primer ministro Abdelmalik Sellal asistió a la Cumbre de Líderes de EE. UU. Y África del 5 al 6 de agosto de 2016.

## Comercio
En 2006, la inversión directa de los EE. UU. En Argelia ascendió a 5.300 millones de dólares, principalmente en el sector petrolero, que dominan las empresas de los EE. UU. Las compañías estadounidenses también son activas en los sectores de banca y finanzas, servicios, productos farmacéuticos, instalaciones médicas, telecomunicaciones, aviación, [desalinización], producción de energía y tecnología de la información. Argelia es el tercer mercado más grande de los Estados Unidos en la región Medio Oriente/África del Norte. Las exportaciones estadounidenses a Argelia totalizaron $ 1.200 millones en 2005, un aumento de más del 50% desde 2003. Las importaciones estadounidenses desde Argelia aumentaron de $ 4.700 millones en 2002 a $ 10.800 millones en 2005, principalmente en petróleo y gas natural licuado (GNL). En marzo de 2004, el presidente Bush designó a Argelia como un país beneficiario para el tratamiento libre de impuestos bajo el Sistema Generalizado de Preferencias (SGP).
En julio de 2001, los Estados Unidos y Argelia firmaron un Acuerdo Marco de Comercio e Inversión, que estableció principios comunes sobre los cuales se basa la relación económica y constituye una plataforma para negociar un Tratado de Inversión Bilateral (TBI) y a acuerdo de libre comercio (TLC). Los dos gobiernos se reúnen de manera continua para discutir las políticas de comercio e inversión y las oportunidades para mejorar la relación económica. En el marco de la Asociación Económica de los Estados Unidos y África del Norte (USNAEP), los Estados Unidos proporcionaron aproximadamente $ 1 millón en asistencia técnica a Argelia en 2003. Este programa apoyó y alentó el programa de reforma económica de Argelia e incluyó apoyo para Organización Mundial del Comercio Negociaciones de adhesión, gestión de la deuda y mejora del clima de inversión. En 2003, los programas de USNAEP se transfirieron a las actividades de Iniciativa de Asociación de Oriente Medio (MEPI), que proporcionan fondos para programas de desarrollo político y económico en Argelia.

## Militar
Cooperación entre los  argelinos y  Estados Unidos. los militares sigue creciendo. Los intercambios entre ambos bandos son frecuentes, y Argelia ha recibido a altos funcionarios militares de los Estados Unidos. En mayo de 2005, Estados Unidos y Argelia realizaron su primer diálogo militar conjunto formal en Washington D. C.; El segundo diálogo militar conjunto tuvo lugar en Argel en noviembre de 2006. La OTAN Comandante Supremo Aliado, Europa y el Comandante, EE. UU. Comando europeo, el general James L. Jones visitó Argelia en junio y agosto de 2005, y el entonces Secretario de Defensa Donald Rumsfeld visitó Argelia en febrero de 2006. Los Estados Unidos y Argelia también han realizado operaciones navales bilaterales. y ejercicios de las Fuerzas Especiales, y Argelia ha recibido US Marina y  Guardia Costera visitas del barco. Los Estados Unidos tienen un modesto Programa de Educación y Entrenamiento Militar Internacional (IMET) ($ 824,000 en el año fiscal 2006) para capacitar a personal militar argelino en los Estados Unidos, y Argelia participa en la Asociación Transahariana contra el Terrorismo (TSCTP).
El Secretario de Estado organizó un Diálogo Estratégico con el ministro de Relaciones Exteriores de Argelia en abril de 2015. Además, el subsecretario de Estado visitó Argelia en julio de 2016.

## Educación y cultura

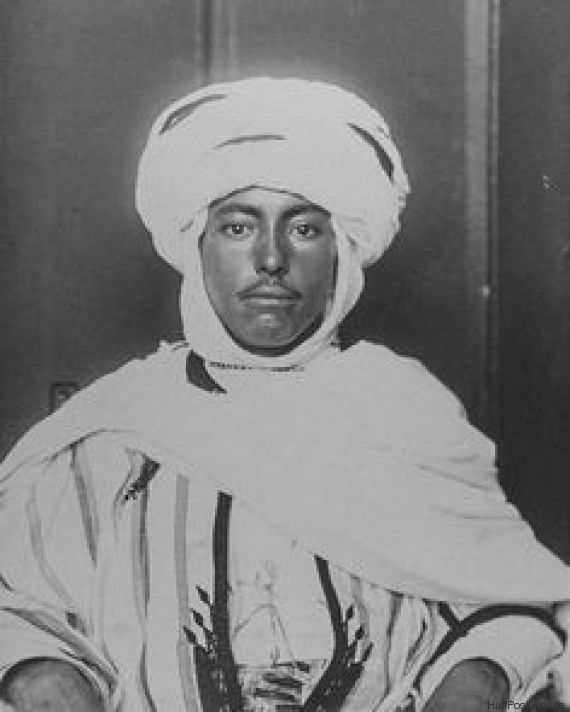
Una imagen que muestra al primer inmigrante argelino en América en 1892

La primera colaboración de los Estados Unidos y Argelia en el campo de la educación comenzó en 1959 cuando el Instituto de Educación Internacional (IIE) cooperó con la Asociación Nacional de Estudiantes (NSA) en 1959 para que los estudiantes argelinos estudiaran en nuestras universidades. Después de la independencia, estableció el Instituto de Ingeniería Eléctrica y Electrónica (INELEC), el único instituto en el norte de África que utiliza una forma de enseñanza anglosajona.
Estados Unidos ha implementado programas modestos de vinculación universitaria y ha colocado dos becarios en idioma inglés, el primero desde 1993, con el Ministerio de Educación para ayudar en el desarrollo de Inglés como segundo idioma (ESL) en Ben Centro de entrenamiento de Aknoune. En 2006, Argelia recibió nuevamente una subvención en virtud del Fondo de Embajadores para la Preservación Cultural. Ese fondo otorgó una subvención de $ 106,110 para restaurar la Mezquita de El Pacha en Orán. Argelia también recibió una subvención de $ 80,000 para financiar micro becas para diseñar e implementar un programa de inglés americano para estudiantes argelinos de secundaria en cuatro ciudades importantes.
La financiación inicial a través de la Iniciativa de Asociación del Medio Oriente (MEPI) se ha asignado para apoyar el trabajo de la sociedad civil en desarrollo de Argelia a través de una programación que brinda capacitación a periodistas, empresarios, legisladores, reguladores de Internet y los jefes de las principales organizaciones no gubernamentales. Financiamiento adicional a través del Fondo de Derechos Humanos y Democracia del Departamento de Estado de los Estados Unidos ayudará a los grupos de la sociedad civil a centrarse en los problemas de los desaparecidos, el islam y la democracia.

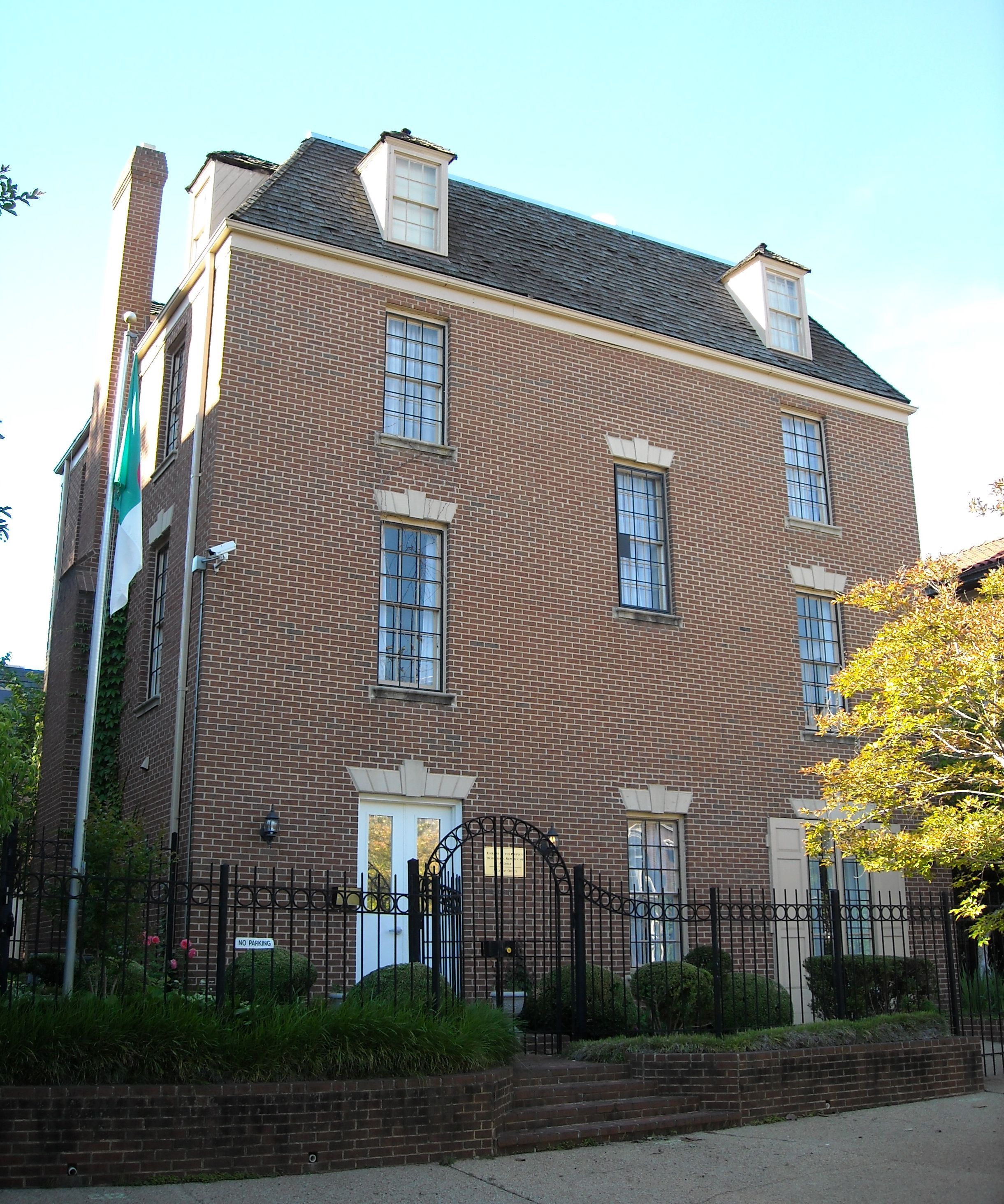
Embajada de Argelia en Washington D. C., Estados Unidos.

## Misiones diplomáticas
- Argelia tiene una embajada en Washington D. C.
- Estados Unidos tiene una embajada en Argel.